# Honorées Matriarches
 (août 2024).
- Si vous ne connaissez pas le sujet, laissez ce bandeau (vous pouvez alors contacter les auteurs).
- Si vous supprimez le contenu mis en cause (vous pouvez préalablement contacter les auteurs),

argumentez précisément cette suppression dans la page de discussion
(un manque de référence n'est pas un argument ; une recherche réelle de référence doit avoir été effectuée, être formellement documentée).
Les Honorées Matriarches constituent une organisation rappelant le Bene Gesserit dans le cycle de fiction de Dune de Frank Herbert. Elles apparaissent dans les derniers volumes du cycle, après la Grande Dispersion. Elles font leur apparition dans Les Hérétiques de Dune et leur rôle est central dans La Maison des Mères.
Composée de femmes, ses membres utilisent des pouvoirs Bene Gesserit, notamment ceux ayant trait au sexe ou au combat. Il semble que les Honorées Matriarches revenues de la Dispersion soient issues d’une union entre les Truitesses de l’Empereur Dieu de Dune Leto II et des Sœurs du Bene Gesserit, dont la discipline se serait relâchée avec l’éloignement. La principale différence avec le Bene Gesserit vient de l’expansion « par milliards » du nombre de membres de cette organisation. Dénuée de la planification stratégique du Bene Gesserit, elle ne vise que l’extension et la victoire par le surnombre et la violence. Elles sont ouvertement en guerre contre le Bene Gesserit, la congrégation des Sœurs du Bene Gesserit les appelant « Catins de la Dispersion ».
Elles portent souvent un uniforme : une tenue colorée moulante avec une cape.
Elles utilisent une sorte de drogue à base d’adrénaline qui a pour effet de colorer en orange leurs yeux quand elles sont en furie.
Elles détruisent Dune à la fin du livre Les Hérétiques de Dune, tuant au passage Miles Teg, Bashar d’une troupe de combattants au service du Bene Gesserit, et annihilant la totalité de la production d’Épice. Seul un ver sera sauvé et réimplanté sur la planète du Chapitre Bene Gesserit. En attendant sa maturité, la totalité de l’Épice provient des stocks cachés de la Guilde spatiale.
Il apparaît que les Honorées Matriarches ont des poursuivants dans leur retour dans le vieil Empire. Les Futars les chassent, et un ennemi qui semble invisible les traque encore plus impitoyablement.
Dans Les Chasseurs de Dune de Brian Herbert et Kevin J. Anderson, Murbella parvient à retrouver l’origine de ses ancêtres Honorées Matriarches en passant outre aux blocages de sa Mémoire Seconde. Les Honorées Matriarches seraient en effet issues de Bene Gesserit et Truitesses égarées. Mais une autre composante expliquerait leur caractère violent et revanchard envers les Hommes, et en particulier les Tleilaxu dont elles ont oblitéré la majorité des mondes. Au cours de la Grande Dispersion, les égarées se seraient posées sur des mondes Tleilaxu et auraient eu l’occasion d’observer le sort que réservaient les gnomes à leurs femelles, transformées en matrices décérébrées sans aucune liberté : les cuves Axolotl. Les égarées se seraient alors retournées contre les Tleilaxu et auraient libéré les femmes Tleilaxu. Beaucoup de ces dernières moururent. Celles qui se remirent des traitements des gnomes Tleilaxu apportèrent au mouvement des égarées leur volonté de se venger de leurs anciens tortionnaires.